# Shohei Abe
Shohei Abe (født 1. december 1983) er en japansk fodboldspiller.